# (10612) Houffalize
Pour les articles homonymes, voir Houffalize (homonymie).
(10612) Houffalize  est un astéroïde de la ceinture principale découvert le 3 mai 1997 par l'astronome belge Éric Elst. Sa désignation provisoire était 1997 JR17.
Il doit son nom à la ville de Houffalize en Belgique.